# Богдан, Сергей Геннадьевич
Серге́й Генна́дьевич Бо́гдан (род. 30 апреля 1984; СССР, Россия, Северодвинск) —российский кикбоксер. Заслуженный мастер спорта России. Многократный чемпион мира и Европы по кикбоксингу. Чемпион Мира среди профессионалов.

## Биография
Сергей родился 30 апреля 1984 г.р. в семье офицера ВМФ СССР в российском закрытом городе Северодвинске, Архангельской области.
Родители - Геннадий Фёдорович Богдан (Отец), Дилара Маратовна Богдан (Мать).
С выходом отца на пенсию в 1993 году семья переехала в г. Костанай - историческую родину отца, где Сергей продолжил учебу в технико-экономической школе-лицее № 26, затем в школе № 8. После 5-го класса перевёлся в гимназию №12 им. Горького. После окончания 11-го класса поступил  в Костанайский региональный университет имени Ахмета Байтурсынова на факультет программного обеспечения вычислительной техники .
В 2004 г. перевелся в Челябинский государственный агроинженерный университет, где продолжил учебу на кафедре механизации сельского хозяйства. Окончил Вуз и поступил в этом же вузе в аспирантуру ЧГАУ. В 2007 поступил в Челябинский государственный педагогический университет на кафедру спортивных дисциплин.

## Личная жизнь
Женат.

## Спортивная карьера
Началась спортивная карьера с рукопашного боя в «Динамо» у тренера Юрия Васильевича Щура. В 13-ти летнем возрасте в 1997 г. его и других ребят-рукопашников выставили на областные соревнования по кикбоксингу. Сергей провел три боя, все выиграл, и стал чемпионом области, получив при этом кубок за лучшую технику.
Сергей занимался у Юрия Щура на протяжении трех лет, потом пришли к общему выводу, что для Сергея больше перспектив откроется именно в кикбоксинге. Так и случилось. Под руководством Булата Аяпбергеновича Китарова Сергей добился первого  в своей жизни серьезного достижения, став победителем Первенства Республики Казахстан в 1998 году.
В 1999-2001 годах Сергей тренировался под руководством Кручинина Андрея Анатольевича. В 2000 году завоевал бронзовую медаль на Первенстве Мира (wako), в этом же году выиграл "Кубок Петра" в Санкт-Петербурге.  С 2001 по 2004 годы тренировался под руководством Бусурманова Асылхана Кусаиновича. В этот период Богдан Сергей дважды выигрывал Первенство Мира и дважды Чемпионат Мира. С переездом в Россию (2004 г.) продолжил спортивную карьеру. С тренером Касымовым Фаригатом Фаткулловичем добился своих основных серьезных побед в спорте. С 2015 года занимается тренерской работой.

## Звания и награды
- Заслуженный мастер спорта России (2009)
- Мастер спорта Республики Казахстан международного класса (2001)
- Мастер спорта боевых искусств
- Многократный чемпион мира по кикбоксингу
- Многократный чемпион Европы по кикбоксингу
- Двукратный чемпион мира среди профессионалов (ISKA, WAKO)
- Лауреат народной премии «Светлое Прошлое» г.Челябинск (2022)

## Спортивные достижения
- Первенство Мира (wako) Феодосия - Крым - 3 место (2000)
- Первенство Мира (wpka) Греция - Салоники 1 место (2001)
- Первенство Мира (wako) Югославия - Монтенегро 1 место (2002)
- Чемпионат Мира(wpka) Греция - о.Кос (wpka) 1 место (фулл контакт, 1 место ( лайт контакт), (2003)
- Чемпионат Мира (uskba) Соединеные Штаты Америки- Нью-Джерси 1 место (2004)
- Чемпионат Мира (wako) Венгрия - Сегед 2 место (2005)
- Чемпионат Европы (wako) Португалия - Лиссабон - 1 место
- Чемпионат Мира (wako) Португалия - 1 место (2007)
- Кубок Мира (wako) Италия - Римини- 1 место (2007)
- Чемпион Мира среди профессионалов ( iska). Россия- Москва - соперник Дэмион Колдуэл ( США) - нокаут в 1 раунде (2008)
- Чемпионат Мира (wako) Италия - Лебьяно Сабьядоре - 1 место (2009)
- Кубок Мира (wako) Италия - Римини - 1 место (2009)
- Чемпионат Европы (wako) Греция - Афины - 1 место (2010)
- Чемпион мира среди профессионалов (wako-pro) Россия - Челябинск - соперник Мэрлон Хант (Великобритания) - победа единогласным решением (2011)
- Чемпион России (2005г.; 2006г.; 2007г.;2008г.; 2009г.; 2010г.)